# さよならモノトーン
『さよならモノトーン』は、2023年10月6日公開の日本映画。神村友征監督作品。
主演は中田圭祐、ヒロインを務めるのは大原優乃。

## キャスト
瀬野修太（せの しゅうた）
演 - 中田圭祐
主人公。大学生。
園田美鈴（そのだ みすず）
演 - 大原優乃
大学生。修太と同じ大学に通う。
安本悠介（やすもと ゆうすけ）
演 - 岐洲匠
安本恵子（やすもと けいこ）
演 - 山口香緖里
安本良一（やすもと りょういち）
演 - 木村知貴
瀬野麻由美（せの まゆみ）
演 - 池津祥子
修太の実母。
藤宮誠（ふじみや まこと）
演 - 中沢元紀
大学生。修太の友人。
笹川穂乃果（ささかわ ほのか）
演 - 三原羽衣
大学生。修太らと同じ大学に通う。美鈴の友人。
瀬野明生（せの あきお）
演 - 細山田隆人
修太の叔父。修太が務めるアルバイト先の部長。
小笠原慎二（おがさわら しんじ）
演 - 川連廣明
修太が務めるアルバイト先の社員。
横山哲也（よこやま てつや）
演 - 國島直希
修太が務めるアルバイト先の社員。小笠原の部下。
辻本拓海（つじもと たくみ）
演 - 大崎捺希
修太が務めるアルバイト先のスタッフ。小笠原の部下。
寺内唯（てらうち ゆい）
演 - 内木志
大学生。修太らと同じ大学に通う。穂乃果の友人。
中村綾香（なかむら あやか）
演 - 杉本愛莉鈴
大学生。修太らと同じ大学に通う。穂乃果の友人。
瀬野修太(14)（せの しゅうた）
演 - 大河原爽介
壮吾(14)（そうご）
演 - 松藤史恩

## スタッフ
- 監督・脚本・編集：神村友征
- 製作：伊藤敬/石塚史典/北森正人
- プロデューサー：前田けゑ
- 原案・脚本：松尾栄佑
- 主題歌：久保あおい「呼吸」(avex)[2]
- 撮影：浅津義社
- 照明：日比野博記
- 録音：田原勲
- 美術：最上勝司
- 整音：黒須友美華
- ダビング：浦本和宏
- 助監督：河野宗彦
- スタイリスト：後原利基
- ヘアメイク：山田友美
- 制作担当：大久保貴宏
- キャスティング：塩崎さくら／米津隆行
- スチール：斎藤弥里／宮本賢一
- メイキング：斉藤翔／松崎青／遠山元気
- 制作主任：山口三平太／小澤勇太
- 音楽：浦本和宏 押鐘貴之ストリングカルテット 1st Violin：押鐘貴之 2nd Violin：杉山由紀 Viola：増田直子 Cello：笠原あやの
- レコーディングスタジオ：コサエル・クリエイティブスタジオ
- 協力：バンタンクリエイターアカデミー／茨城県常総市／茨城県日立市／東京都日野市
- プロダクション制作・配給：らんくう
- 製作：「さよならモノトーン」製作委員会（K-Network Family／ FRAME LUNCH／ らんくう）